# Michael Hinz
Michael Hinz (28 de diciembre de 1939 – 6 de noviembre de 2008) fue un actor teatral, cinematográfico, televisivo y de voz de nacionalidad alemana.

## Biografía
Nacido en Berlín, Alemania, en el seno de una familia de actores, sus padres eran Werner Hinz y Ehmi Bessel, ambos intérpretes, al igual que su hermano Knut y su media hermana Dinah.
Tras criarse en Berlín y Hamburgo, Hinz hizo su primer papel teatral en 1958 en la obra de Terence Rattigan The Sleeping Prince, representada en el Teatro Thalia de Hamburgo. Un año más tarde actuó en su primer film, El puente, el cual ganó el Globo de Oro a la mejor película en lengua no inglesa y fue nominado al Óscar a la mejor película de habla no inglesa en la Premios Óscar de 1959.
Hinz trabajó en numerosas películas, entre ellas El día más largo (en la que encarnaba a Manfred Rommel, hijo del personaje que interpretaba su padre, Erwin Rommel), en series televisivas, y fue actor de doblaje dando voz a Jeff Goldblum en The Ray Bradbury Theater y a Scott Wilson en el film de 1967 A sangre fría. Es también recordado por encarnar al Tío Quentin en la serie británica The Famous Five a finales de los años 1970.
La primera esposa de Hinz fue la actriz Ingrid van Bergen, con la que tuvo a su primera hija, Carolin van Bergen, que también fue intérprete. En 1967 conoció a otra actriz, Viktoria Brams, mientras rodaba la serie Hauptstraße Glück, casándose ambos en 1968. Tuvieron dos hijos, y permanecieron juntos hasta la muerte del actor, ocurrida en octubre de 2008. Hinz fue hallado inconsciente en su domicilio en Múnich como resultado de un accidente cerebrovascular, pasando tres semanas en coma hasta su muerte el día 6 de noviembre. Sus restos fueron incinerados, y las cenizas enterradas en el Cementerio Westfriedhof de Múnich.

## Teatro
- 1966 : Geronimo und die Räuber
- 1966 : Leben wie die Fürsten
- 1976 : Oblomows Liebe
- 1978 : Die Traumfrau
- 1977 : Die Kette

## Filmografía (selección)

### Cine
- 1959 : El puente
- 1960 : Geständnis einer Sechzehnjährigen
- 1960 : Lampenfieber
- 1960 : Das Erbe von Björndal
- 1960 : Gustav Adolfs Page
- 1961 : Und sowas nennt sich Leben
- 1961 : Legge di guerra
- 1961 : Toller Hecht auf krummer Tour
- 1962 : El día más largo
- 1962 : Ich bin auch nur eine Frau
- 1962 : Das Feuerschiff
- 1963 : Es war mir ein Vergnügen
- 1963 : Jack und Jenny
- 1964 : Lana – Königin der Amazonen
- 1965 : Tante Frieda – Neue Lausbubengeschichten
- 1966 : Onkel Filser – Allerneueste Lausbubengeschichten
- 1966 : Katz und Maus
- 1970 : The Last Escape
- 1972 : Quante volte… quella notte
- 1973 : Geh, zieh dein Dirndl aus
- 1973 : Tod eines Fremden
- 1974 : Trauma
- 1974 : Magdalena – vom Teufel besessen
- 1975 : LH 615 – Operation München
- 1977 : Die Kette
- 1983 : La mort de Mario Ricci
- 1991 : Ausgetrickst

### Series televisivas
- Das Kriminalmuseum, episodios Die Ansichtskarte (1965) y Wer klingelt schon zur Fernsehzeit (1970)
- 1968 : Hauptstraße Glück
- 1969-1974 : Der Kommissar, 3 episodios
- 1972 : Fußballtrainer Wulff
- 1972 : Die merkwürdige Lebensgeschichte des Friedrich Freiherrn von der Trenck
- 1973 : Okay S.I.R.- Ein Motiv im Hintergrund
- 1976-1986 : Derrick, 2 episodios
- 1977 : Eichholz und Söhne, 11 episodios
- 1977-1978 : The Famous Five
- 1978-1987 : SOKO 5113, 14 episodios
- 1979-1988 : Der Millionenbauer, 4 episodios
- 1982-1985 : Ein Fall für zwei, 2 episodios
- 1987 : Die glückliche Familie
- 1989 : Forsthaus Falkenau, cuatro episodios
- 1990 : Heidi und Erni
- 1992 : Der Landarzt, dos episodios
- 1993 : Happy Holiday
- 1996 : Wildbach
- 1996 : Der König
- 2004 : Der letzte Zeuge
- 2004 : Unser Charly
- 2005-2008 : Fünf Sterne

### Doblaje
Hinz fue actor de doblaje, dando voz a los actores Jeff Goldblum (The Ray Bradbury Theater) y Scott Wilson (A sangre fría).

## Premios
- 1959 : Berliner Senatspreis
- 1960 : Berliner Kunstpreis
- 1963 : Deutscher Filmpreis por Das Feuerschiff